# Monte Titus
Il Monte Titus (in lingua inglese: Mount Titus) è una montagna antartica, alta 2.840 m, che sormonta le vette comprese tra il Ghiacciaio Staircase e il Ghiacciaio Kelly, nei Monti dell'Ammiragliato, in Antartide. 
Il monte è stato mappato dall' United States Geological Survey (USGS) sulla base di rilevazioni e foto aeree scattate dalla U.S. Navy nel periodo 1960-62.
La denominazione è stata assegnata dall' Advisory Committee on Antarctic Names (US-ACAN) in onore di Robert W. Titus, meteorologo dell'United States Antarctic Research Program (USARP) e leader scientifico della stazione di Capo Hallett nel 1961.